# Miss Perú Continentes Unidos
Actualmente el director de Perú Continentes Unidos es el Sr. Tito Paz. Perú ha sido representado desde el 2006 en el certamen internacional, el cual ha sido ganado solo por Giuliana Myriam Zevallos Roncagliolo en el 2010.

## Representantes de Perú en Miss Continentes Unidos
- : Ganadora
- : Finalista
- : Semifinalista
- : Cuartofinalista

| Sede/Año                                                                                 | Miss Perú Continentes Unidos         | Representación | Posición                     | Premios Especiales |
| ---------------------------------------------------------------------------------------- | ------------------------------------ | -------------- | ---------------------------- | ------------------ |
| 2006                                                                                     | Valerie Caroline Neff Murillo        | Ancash         |                              |                    |
| 2007                                                                                     | Valeria Jimena Elías Roca            | Ica            |                              |                    |
| 2008                                                                                     | Karol Stephanie Castillo Pinillos†   | La Libertad    | Top 6                        |                    |
| 2009                                                                                     | Fresia Susana Espinoza Jímenez       | Amazonas       | Top 6                        |                    |
| 2010                                                                                     | Giuliana Myriam Zevallos Roncagliolo | Loreto         | Miss Continentes Unidos 2010 |                    |
| 2011                                                                                     | Sofía del Pilar Rivera Kroll         | Pasco          |                              |                    |
| 2012                                                                                     | Cindy Paola Mejía Santa María        | Lima           |                              |                    |
| 2013                                                                                     | Stephanie Benalcázar Cárdenas        | Amazonas       |                              |                    |
| 2014                                                                                     | Diana Marcela Rengifo Valencia       | Ucayali        |                              |                    |
| 2015                                                                                     | Galia Nathali Cáceres Campos         | Lambayeque     |                              |                    |
| 2016                                                                                     | Mariella Barbara Cabrera Bayro       | Junín          |                              |                    |
| 2017                                                                                     | Karen Vanessa Valverde Vidal         | La Libertad    |                              |                    |
| 2018                                                                                     | Amelia Patricia Seminario Valdiviezo | Piura          |                              |                    |
| 2019                                                                                     | Milagros María Patiño López          | Ucayali        | Top 10                       |                    |
| No se realizó el certamen en los años 2020 y 2021 debido a la contingencia por Covid-19. |                                      |                |                              |                    |
| 2022                                                                                     | Kiara Alexandra Chahud Burga         | Loreto         | Top 10                       |                    |

### Regiones, Ciudades y Departamentos ganadores del Miss Perú Continentes Unidos
| Provincia o ciudad | Títulos | Años ganados |
| ------------------ | ------- | ------------ |
| Loreto             | 2       | 2010, 2022   |
| La Libertad        | 2       | 2008, 2017   |
| Amazonas           | 2       | 2009, 2013   |
| Ucayali            | 2       | 2014, 2019   |
| Piura              | 1       | 2018         |
| Junín              | 1       | 2016         |
| Lambayeque         | 1       | 2015         |
| Lima               | 1       | 2012         |
| Pasco              | 1       | 2011         |
| Ica                | 1       | 2007         |
| Ancash             | 1       | 2006         |

## Clasificaciones en Miss Continentes Unidos
| Posición                | # | Año(s)     |
| ----------------------- | - | ---------- |
| Miss Continentes Unidos | 1 | 2010       |
| Top 6                   | 2 | 2008, 2009 |
| Top 10                  | 2 | 2019, 2022 |